# 來自灰色星球的小王子
《來自灰色星球的小王子》是富士電視台在週四劇場所播出的電視劇。主演是在富士電視網首次主演的比嘉愛未。最初主演預定為深田恭子，但因為患上適應障礙症，需要暫停演藝活動接受治療。故此由比嘉愛未代為主演。
台灣由KKTV與friDay影音自2021年7月16日起每週五跟播。臺灣的緯來日本台電視頻道自2021年9月16日起週一至週五22:00首播，其中9月20日、21日因中秋假期改播其他節目而暫停兩次。LiTV 線上影視全劇上架。

## 故事
36歲的日高泉美是乙女遊戲公司「Pegasus Inc.」的老闆，四年前和光井倫久一起創業，發售的第一款遊戲——《Love My Pegasus》遊戲熱銷，讓泉美成為備受矚目的年輕經營者。認真積極，與任何人都能敞開心胸溝通的泉美，對自己的工作充滿熱情，同時也對《Love My Pegasus》中的角色‧肯特投注所有心力。
於泉美喝醉酒的某一天，謎樣男子（五十嵐航）從天而降，而他居然和『Love My Pegasus』中的肯特長得一模一樣，但是卻是一位非常沒有學識的男子，除了有著帥氣的樣子之外一無是處，但泉美依然決定把他培養成理想的男性。

## 演員

### 主要人物
- 日高泉美（比嘉愛未飾）（粵語配音：王夢華）

36歲，遊戲制作公司「Pegasus Inc.」的社長 。以前曾經在保險公司中工作，後來遇上少女遊戲讓她的人生首次感到活過來，於是決定和光井倫久創業自己推出少女遊戲，首部作品「Love My Pegasus」大熱，讓她成為備受矚目的新銳經營者。
- 五十嵐航（渡邊圭祐飾）（粵語配音：簡懷甄）

23歲，有着英俊的面孔但缺乏學識，某一天在日高泉美前從天而降。和『Love My Pegasus』中的肯特長得一模一樣。現時只是當日薪清潔員，後來轉職到「Pegasus Inc.」公司工作。
- 光井倫久（藤岡靛飾）（粵語配音：楊耀泰）

遊戲制作公司「Pegasus Inc.」的副社長。他在大型遊戲公司當創作總監時遇上轉職而來的泉美，對方熱烈地說出他遊戲中出色的地方，因為感受到其熱情，於是決意和她一起創立遊戲公司。雖然泉美視他為同志及伙伴，但他對她有著特別的想法並隱藏在心。
- 古河杏奈（白石聖飾）（粵語配音：楊樂瑤）

大學3年級生，航的前高中同學，遊戲制作公司「Pegasus Inc.」的實習生；網絡戶口為「超愛謙人」，視泉美為偶像，一直暗戀著航。

### Pegasus Inc.
- 渡邊芽衣（德永繪里飾）（粵語配音：甄美琪）

設計師，迷戀2.5次元的偶像。
- 有栖川遼（瀨戶利樹飾）（粵語配音：唐浩民）

企劃人員，是個歷史宅，喜歡日本的古城。
- 小原麻里（佐野雛子飾）（粵語配音：楊婉潼）

設計師，已婚，迷戀偶像明星。
- 織野洋一郎（谷恭輔飾）（粵語配音：鄧晟均）

工程師，喜歡手工編織。

### Rantan提燈控股
- 水嶋十藏（船越英一郎飾）（粵語配音：羅偉亮）

社長。
- 小島博之（竹森千人飾）（粵語配音：郭浩勤）

事業部長。
- 野島浩輔（永山毅飾）（粵語配音：陳漢祺）

營業部長。
- 中島（青山落勝飾）（第3集）（粵語配音：鄧晟均）

媒體事業部長。
- 木島（岸健之助飾）（第3集）（粵語配音：陳漢祺）

營業部副部長。
- 島（和田Manju飾）（第3集）（粵語配音：杜景煜）

公關策略部長。

### 其他
- 藤井蓮（藤原大祐飾）（粵語配音：陳曉嵐）

中華料理店的打工人員，每週四固定外送餐點給泉美。
- 吉井美優（本人）

小原麻里推薦的偶像。
- 謙人王子（外崎友亮聲演）（粵語配音：杜景煜）

日高泉美的偶像。

### 客串
第1集
- 記者（宮司愛海飾）（粵語配音：黃穎誼）

訪問泉美的記者。
- 「F・J・T國際」的經營者（境浩一朗飾）（粵語配音：羅偉亮）

泉美的準客戶。
- 三上悠太（仲村宗悟飾）

渡邊芽衣推的2.5次元演員。
- 野口（影山徹飾）（粵語配音：杜景煜）

航清潔業的兼職同事。
- 收債員（さすけ、秋定遼太郎飾）（粵語配音：鄧晟均、郭浩勤）

向航討債的高利貸。
- 紗榮子（松本享子飾）（第7集）（粵語配音：楊婉潼）

航的母親。
- 理香子（河井青葉飾）（第11集）（粵語配音：黃穎誼）

泉美的友人。
- 井上（池田良飾）（第1-3集）（粵語配音：杜景煜）

泉美的前同事。
第2集
- 草野（太田基裕飾）（粵語配音：杜景煜）

Pegasasu・ink的客人。
- 白石（津村和幸飾）（粵語配音：郭浩勤）

ET控股的社長。
- 白石菜美（大河原惠飾）（粵語配音：楊婉潼）

白石社長的女兒，女高中生，KATO王子的粉絲。
- 佐佐木（谷藤太飾）（粵語配音：鄧晟均）

白石社長的部下。
第3集
- 店長（世志男飾）（粵語配音：杜景煜）

航以前工作職場的店長。
第8集
- 駿河幸宏 (武內駿輔飾）（粵語配音：黃榮璋）

為新遊戲戀愛森林的月配音的配音員。
- 安藤佳彥（平原哲飾）（粵語配音：杜景煜）

光井在遊戲業界的友人。
第9集
- 古河時雄（高松克彌飾）（粵語配音：郭浩勤）

杏奈的父親。
- 古河房子（見方亞由實飾）（粵語配音：梁瑞芬）

杏奈的母親。
第10集
- ESC娛樂遊戲製作公司的員工（高木智之、小林音子飾）（粵語配音：杜景煜、黃穎誼）

第11集
- 泉美的母親（長野里美飾）（粵語配音：梁瑞芬）
- 泉美的父親（井上浩飾）（粵語配音：郭浩勤）
- 女高中生（來栖凜、市原伽恋、松村未央 飾）（粵語配音：梁瑞芬、黃穎誼、楊樂瑤）
- 阿英（加藤葉和飾）（粵語配音：楊婉潼）

理香子的兒子。
- 杭特敬士

## 放送日程
| 集數                                                                      | 播映日期 | 標題 | 劇本       | 導演     | 收視率 | 備註       |
| ------------------------------------------------------------------------- | -------- | ---- | ---------- | -------- | ------ | ---------- |
| 第1集                                                                     | 7月15日  |      | 阿相クミコ | 木村真人 | 6.0%   | 加長15分鐘 |
| 第2集                                                                     | 7月22日  |      | 伊達さん   | 木村真人 | 5.0%   |            |
| 第3集                                                                     | 7月29日  |      | 伊達さん   | 河野圭太 | 4.1%   |            |
| 第4集                                                                     | 8月05日  |      | 阿相クミコ | 河野圭太 | 4.4%   |            |
| 第5話                                                                     | 8月12日  |      | 伊達さん   | 木村真人 | 4.8%   |            |
| 第6話                                                                     | 8月19日  |      | 阿相クミコ | 倉木義典 | 4.5%   |            |
| 第7話                                                                     | 8月26日  |      | 阿相クミコ | 木村真人 | 4.7%   |            |
| 第8話                                                                     | 9月02日  |      | 伊達さん   | 河野圭太 | 5.3%   |            |
| 第9話                                                                     | 9月09日  |      | 伊達さん   | 木村真人 | 4.6%   |            |
| 第10話                                                                    | 9月16日  |      | 阿相クミコ | 河野圭太 | 5.3%   |            |
| 最終話                                                                    | 9月23日  |      | 伊達さん   | 木村真人 | 5.1%   |            |
| 平均收視率 4.9%（收視率由Video Research調查關東地區、家戶的即時統計資料） |          |      |            |          |        |            |

## 外部連結
- 官方网站 - 緯來日本台（中文）
- 官方网站 - 富士電視台（中文）
- 官方网站 - 富士電視台（日語）
  - 來自灰色星球的小王子的X（前Twitter）（日語）
  - 來自灰色星球的小王子的Instagram帳戶（日語）

| 日本 富士電視台 週四劇場             | 日本 富士電視台 週四劇場                        | 日本 富士電視台 週四劇場 |
| ------------------------------------ | ----------------------------------------------- | ------------------------ |
|                                      | 來自灰色星球的小王子 （2021年7月15日－9月23日） |                          |
| 戀愛漫畫家 （2021年4月8日－6月17日） | SUPER RICH （2021年10月14日－12月23日）         |                          |

| 臺灣 緯來日本台 每週一～五 22:00 - 23:00 · 9月16日 22:00 - 23:15 · 9月29日 22:00 - 23:10 · 10月1日 22:15 - 23:15 | 臺灣 緯來日本台 每週一～五 22:00 - 23:00 · 9月16日 22:00 - 23:15 · 9月29日 22:00 - 23:10 · 10月1日 22:15 - 23:15 | 臺灣 緯來日本台 每週一～五 22:00 - 23:00 · 9月16日 22:00 - 23:15 · 9月29日 22:00 - 23:10 · 10月1日 22:15 - 23:15 |
| --- | --- | --- |
| | 偶像王子養成記 （2021年9月16日－10月4日）                                                                        | |
| 愛戀深海的妳 （2021年9月2日－9月15日）                                                                           | 深夜醫生 （2021年10月5日－10月20日）                                                                             | |